# Monidigah
Monidigah är en ort i Azerbajdzjan.   Den ligger i distriktet Lerik Rayonu, i den södra delen av landet, 220 km sydväst om huvudstaden Baku. Monidigah ligger 1 297 meter över havet och antalet invånare är 1 183.
Terrängen runt Monidigah är kuperad åt sydväst, men åt nordost är den bergig. Närmaste större samhälle är Lerik, 6,2 km nordväst om Monidigah. 
Trakten runt Monidigah består i huvudsak av gräsmarker. Runt Monidigah är det ganska tätbefolkat, med 60 invånare per kvadratkilometer.